# Campionato africano femminile di calcio 2014
Il campionato africano femminile di calcio 2014 è stata l'undicesima edizione della massima competizione calcistica per nazionali femminili organizzata dalla Confédération Africaine de Football (CAF). Si è disputato tra l'11 e il 15 ottobre 2014 in Namibia.
Il torneo è stato vinto per la nona volta dalla Nigeria, che in finale ha superato il Camerun per 2-0. Il campionato è servito anche da qualificazione al campionato mondiale 2015, al quale hanno avuto accesso le prime tre nazionali. Per la prima volta nella competizione la squadra campione in carica, la Guinea Equatoriale, non è riuscita a qualificarsi per la fase finale.

## Formato
Alla fase finale accedevano 8 squadre nazionali, delle quali la Namibia come ospite, mentre le altre 7 tramite le qualificazioni. La fase di qualificazione era organizzata su due fasi a eliminazione diretta: vi hanno preso parte 25 squadre e al turno finale le sette vincitrici si sono qualificate alla fase finale. Nella fase finale, invece, le otto squadre partecipanti erano suddivise in due gruppi da quattro, con partite di sola andata. Le prime due di ciascun raggruppamento si qualificavano per le semifinali, con le prime classificate a incontrare le seconde dell'altro gruppo. Le due squadre finaliste e la terza classificata si qualificavano alla fase finale del campionato mondiale 2015.

## Qualificazioni
Alle qualificazioni sono state iscritte 25 squadre nazionali, record assoluto della manifestazione fino a quest'edizione.
Le qualificazioni prevedevano due turni a eliminazione diretta. Nel turno preliminare le ventidue nazionali di fascia inferiore si sono scontrate in partite a eliminazione diretta; le undici vincitrici si sono infine aggiunte alle altre tre, ossia le prime tre classificate dell'edizione 2012 (Camerun Guinea Equatoriale e Sudafrica), al primo turno per guadagnare i sette posti disponibili per la fase finale.

### Primo turno
L'andata è stata giocata tra il 13 e il 15 febbraio 2014, il ritorno tra il 28 febbraio e il 2 marzo 2014.
| Squadra 1      | Totale      | Squadra 2     | Andata | Ritorno |
| -------------- | ----------- | ------------- | ------ | ------- |
| Algeria        | 2 - 0       | Marocco       | 2 - 0  | 0 - 0   |
| Egitto         | 2 - 5       | Tunisia       | 0 - 3  | 2 - 2   |
| Etiopia        | [ 5 ]       | Sudan del Sud | -      | -       |
| Burkina Faso   | 0 - 6       | Ghana         | 0 - 3  | 0 - 3   |
| Costa d'Avorio | 5 - 0       | Mali          | 4 - 0  | 1 - 0   |
| Ruanda         | 2 - 2 (gfc) | Kenya         | 1 - 0  | 1 - 2   |
| Nigeria        | [ 5 ]       | Sierra Leone  | -      | -       |
| Guinea-Bissau  | [ 5 ]       | Senegal       | -      | -       |
| Mozambico      | [ 5 ]       | Comore        | -      | -       |
| Botswana       | 1 - 3       | Zimbabwe      | 0 - 1  | 1 - 2   |
| Zambia         | 3 - 2       | Tanzania      | 2 - 1  | 1 - 1   |

### Secondo turno
L'andata è stata giocata tra il 23 e il 25 maggio 2014, il ritorno tra il 6 e l'8 giugno 2014.
| Squadra 1      | Totale      | Squadra 2          | Andata | Ritorno |
| -------------- | ----------- | ------------------ | ------ | ------- |
| Algeria        | 5 - 3       | Tunisia            | 2 - 1  | 3 - 2   |
| Etiopia        | 0 - 5       | Ghana              | 0 - 2  | 0 - 3   |
| Costa d'Avorio | 3 - 3 (gfc) | Guinea Equatoriale | 1 - 1  | 2 - 2   |
| Ruanda         | 1 - 12      | Nigeria            | 1 - 4  | 0 - 8   |
| Senegal        | 1 - 2       | Camerun            | 1 - 1  | 0 - 1   |
| Comore         | [ 6 ]       | Sudafrica          | 0 - 13 | -       |
| Zimbabwe       | 0 - 2       | Zambia             | 0 - 1  | 0 - 1   |

## Squadre partecipanti
| Pr. | Squadra        | Partecipante in quanto                                         | Ultima presenza |
| --- | -------------- | -------------------------------------------------------------- | --------------- |
| 1   | Namibia        | Rappresentativa della nazione organizzatrice della fase finale | Esordiente      |
| 2   | Algeria        | Vincitrice della fase di qualificazione                        | 2010            |
| 3   | Camerun        | Vincitrice della fase di qualificazione                        | 2012            |
| 4   | Costa d'Avorio | Vincitrice della fase di qualificazione                        | 2012            |
| 5   | Ghana          | Vincitrice della fase di qualificazione                        | 2010            |
| 6   | Nigeria        | Vincitrice della fase di qualificazione                        | 2012            |
| 7   | Sudafrica      | Vincitrice della fase di qualificazione                        | 2012            |
| 8   | Zambia         | Vincitrice della fase di qualificazione                        | 1995            |

## Stadi
Il campionato venne ospitato da due impianti in Namibia.
| Windhoek                 | Katutura Windhoek Stadi ospitanti il campionato africano femminile di calcio 2014. | Katutura          |
| Stadio dell'Indipendenza | Katutura Windhoek Stadi ospitanti il campionato africano femminile di calcio 2014. | Stadio Sam Nujoma |
| Capacità: 25 000         | Katutura Windhoek Stadi ospitanti il campionato africano femminile di calcio 2014. | Capacità: 10 300  |
|                          | Katutura Windhoek Stadi ospitanti il campionato africano femminile di calcio 2014. |                   |

## Fase finale

### Fase a gruppi

#### Gruppo A
| Pos. | Squadra        | Pt | G | V | N | P | GF | GS | DR  |
| ---- | -------------- | -- | - | - | - | - | -- | -- | --- |
| 1.   | Nigeria        | 9  | 3 | 3 | 0 | 0 | 12 | 2  | +10 |
| 2.   | Costa d'Avorio | 4  | 3 | 1 | 1 | 1 | 6  | 6  | 0   |
| 3.   | Namibia        | 3  | 3 | 1 | 0 | 2 | 3  | 5  | -2  |
| 4.   | Zambia         | 1  | 3 | 0 | 1 | 2 | 1  | 9  | -8  |

| Arbitro: | Therese Raissa |

|                       |           |  |
| Williams 4’ Adams 21’ | Marcatori |  |

| Arbitro: | Maximina Bernado |

|                                                   |           |                                     |
| Sunday 11’ Diakité 54’ (aut.) Oparanozie 74’, 86’ | Marcatori | 21’ (rig.) F. Coulibaly 75’ Lohouès |

| Arbitro: | Insaf El Harkaoui |

|  |           |                                                                      |
|  | Marcatori | 2’ Okobi 6’ Ohale 25’ (rig.), 81’ Oparanozie 64’ Oshoala 84’ Nkwocha |

| Arbitro: | Damaris Kimani |

|                          |           |             |
| Nahi 13’ N'Rehy 84’, 90’ | Marcatori | 20’ Coleman |

| Arbitro: | Lilia Abdeljaoued |

|  |           |                        |
|  | Marcatori | 36’ Ofoegbu 38’ Ordega |

| Arbitro: | Bolokanang Lekgowe |

|           |           |         |
| Banda 58’ | Marcatori | 3’ Nahi |

#### Gruppo B
| Pos. | Squadra   | Pt | G | V | N | P | GF | GS | DR |
| ---- | --------- | -- | - | - | - | - | -- | -- | -- |
| 1.   | Camerun   | 6  | 3 | 2 | 0 | 1 | 3  | 1  | +2 |
| 2.   | Sudafrica | 4  | 3 | 1 | 1 | 1 | 6  | 3  | +3 |
| 3.   | Ghana     | 4  | 3 | 1 | 1 | 1 | 2  | 2  | 0  |
| 4.   | Algeria   | 3  | 3 | 1 | 0 | 2 | 2  | 7  | -5 |

| Arbitro: | Gladys Lengwe |

|  |           |             |
|  | Marcatori | 86’ Feudjio |

| Arbitro: | Aya Irène Ahoua |

|           |           |  |
| Affak 87’ | Marcatori |  |

| Arbitro: | Kankou Coulibaly |

|                             |           |  |
| Enganamouit 17’, 61’ (rig.) | Marcatori |  |

| Arbitro: | Ledia Tafesa |

|            |           |               |
| Cudjoe 45’ | Marcatori | 19’ Nongwanya |

| Arbitro: | Aisha Ssemambo |

|                                                     |           |           |
| Dlamini 36’ Modise 41’, 87’ Mollo 70’ Makhabane 82’ | Marcatori | 90’ Affak |

| Arbitro: | Aissata Amegee |

|  |           |            |
|  | Marcatori | 53’ Cudjoe |

### Fase a eliminazione diretta

#### Tabellone
|  | Semifinali | Semifinali     | Semifinali |         |         | Finale          | Finale          | Finale          |  |
|  |            |                |            |         |         |                 |                 |                 |  |
|  | 1A         | Nigeria        | 2          |         |         |                 |                 |                 |  |
|  | 1A         | Nigeria        | 2          |         |         |                 |                 |                 |  |
|  | 2B         | Sudafrica      | 1          |         |         |                 |                 |                 |  |
|  | 2B         | Sudafrica      | 1          |         | Nigeria | Nigeria         | 2               |                 |  |
|  |            |                |            |         | Nigeria | Nigeria         | 2               |                 |  |
|  |            |                | Camerun    | Camerun | 0       |                 |                 |                 |  |
|  | 1B         | Camerun (dts)  | Camerun    | Camerun | 0       | 2               |                 |                 |  |
|  | 1B         | Camerun (dts)  |            |         |         | 2               |                 |                 |  |
|  | 2A         | Costa d'Avorio | 1          |         |         | Finale 3º posto | Finale 3º posto | Finale 3º posto |  |
|  | 2A         | Costa d'Avorio | 1          |         |         |                 |                 |                 |  |
|  |            |                |            |         |         |                 |                 |                 |  |
|  |            |                |            |         |         | Sudafrica       | Sudafrica       | 0               |  |
|  |            |                |            |         |         | Sudafrica       | Sudafrica       | 0               |  |
|  |            |                |            |         |         | Costa d'Avorio  | Costa d'Avorio  | 1               |  |

### Semifinali
| Arbitro: | Damaris Kimani |

|                  |           |          |
| Oshoala 38’, 45’ | Marcatori | 67’ Jane |

| Arbitro: | Ledia Tafesa |

|                            |           |            |
| Enganamouit 60’ Manie 118’ | Marcatori | 65’ N'Rehy |

### Finale terzo posto
| Arbitro: | Lilia Abdeljaoued |

|  |           |            |
|  | Marcatori | 84’ Guehai |

### Finale
| Arbitro: | Gladys Lengwe |

|                            |           |  |
| Oparanozie 12’ Oshoala 43’ | Marcatori |  |

## Statistiche

### Premi
Questi sono i premi individuali conferiti al termine del torneo.
| Premio              | Vincitrice        |
| ------------------- | ----------------- |
| Migliore giocatrice | Asisat Oshoala    |
| Migliore marcatrice | Desire Oparanozie |
| Migliore portiere   | Annette Ngo Ndom  |
| Premio Fair Play    | Sudafrica         |

### Classifica marcatrici
5 reti
- Desire Oparanozie

4 reti
- Asisat Oshoala

3 reti
- Gaëlle Enganamouit
- Tia Vino Ines N'Rehy

2 reti
- Houria Affak
- Elizabeth Cudjoe
- Josée Nahi
- Portia Modise

1 rete
- Raissa Feudjio
- Christine Manie
- Fatou Coulibaly
- Ida Guehai
- Christine Lohouès
- Thomalina Adams
- Zenatha Coleman
- Rita Williams
- Gloria Ofoegbu
- Osinachi Ohale
- Ngozi Okobi
- Francisca Ordega
- Perpetua Nkwocha
- Esther Sunday
- Amanda Dlamini
- Refiloe Jane
- Mamello Makhabane
- Sanah Mollo
- Shiwe Nongwanya
- Susan Banda

autoreti
- Mariam Diakité (a favore della Nigeria)